# لیگ برتر فوتسال مردان ایران ۱۳۹۹
لیگ برتر فوتسال ۱۴۰۰–۱۳۹۹ بیست و دومین دوره لیگ برتر فوتسال ایران می‌باشد که با حضور چهارده تیم در دو گروه هفت تیمی از ۲۶ آذر ۱۳۹۹ آغاز و در ۳۱ اردیبهشت ۱۴۰۰ به پایان رسید.
این دوره از لیگ که به صورت دو مرحله برگزار شد مس سونگون با قرار گرفتن در جایگاه اول مرحله دوم به قهرمانی دست یافت.

## تعداد تیم‌ها در هر استان
|    | استان          | تعداد تیم‌ها | تیم‌ها             |
| -- | -------------- | ----------- | ----------------- |
| ۱  | اصفهان         | ۲           | گیتی‌پسند، کوثر    |
| ۲  | خوزستان        | ۲           | ملی حفاری، اهورا  |
| ۳  | تهران          | ۲           | شهید منصوری، راگا |
| ۴  | آذربایجان شرقی | ۱           | مس سونگون         |
| ۵  | قم             | ۱           | فردوس             |
| ۶  | مرکزی          | ۱           | سن‌ایچ             |
| ۷  | مازندران       | ۱           | شهروند            |
| ۸  | البرز          | ۱           | مقاومت البرز      |
| ۹  | خراسان رضوی    | ۱           | فرش آرا           |
| ۱۰ | فارس           | ۱           | ایمان             |
| ۱۱ | قزوین          | ۱           | کراپ              |

- توضیحات:

1. سهمیه تیم هایپرشهر شاهین‌شهر به تیم کوثر اصفهان واگذار شد.[۳]
2. امتیاز تیم فودکای تهران پس از صعود به لیگ برتر به تیم راگا واگذار شد.[۴]
3. سهمیه تیم ستارگان ورامین به شهید منصوری قرچک واگذار شد.[۵]
4. سهمیه تیم ارژن شیراز به ایمان سبز شیراز واگذار شد.[۶]
5. سهمیه تیم سوهان محمد سیما قم به فردوس قم واگذار شد.[۷]

## مرحله گروهی

### گروه الف
| رتبه | تیم          | بازی | برد | مساوی | باخت | گل زده | گل خورده | گل تفاضل | امتیاز | صعود یا سقوط        |
| ---- | ------------ | ---- | --- | ----- | ---- | ------ | -------- | -------- | ------ | ------------------- |
| ۱    | گیتی‌پسند     | ۱۲   | ۸   | ۳     | ۱    | ۴۸     | ۳۱       | ۱۷+      | ۲۷     | صعود به مرحله نهایی |
| ۲    | مقاومت البرز | ۱۲   | ۷   | ۱     | ۴    | ۴۳     | ۳۲       | ۱۱+      | ۲۲     | صعود به مرحله نهایی |
| ۳    | کراپ         | ۱۲   | ۴   | ۴     | ۴    | ۳۶     | ۳۵       | ۱+       | ۱۶     | صعود به مرحله نهایی |
| ۴    | فردوس        | ۱۲   | ۴   | ۳     | ۵    | ۳۶     | ۳۶       | ۰        | ۱۵     |                     |
| ۵    | شهید منصوری  | ۱۲   | ۴   | ۱     | ۷    | ۳۰     | ۳۹       | ۹−       | ۱۳     |                     |
| ۶    | شهروند       | ۱۲   | ۳   | ۳     | ۶    | ۴۲     | ۴۶       | ۴−       | ۱۲     | مرحله پلی‌آف سقوط    |
| ۷    | اهورا        | ۱۲   | ۳   | ۳     | ۶    | ۲۱     | ۳۷       | ۱۶−      | ۱۲     | مرحله پلی‌آف سقوط    |

### گروه ب
| رتبه | تیم       | بازی | برد | مساوی | باخت | گل زده | گل خورده | گل تفاضل | امتیاز | صعود یا سقوط        |
| ---- | --------- | ---- | --- | ----- | ---- | ------ | -------- | -------- | ------ | ------------------- |
| ۱    | مس سونگون | ۱۲   | ۸   | ۲     | ۲    | ۴۹     | ۲۳       | ۲۶+      | ۲۶     | صعود به مرحله نهایی |
| ۲    | فرش آرا   | ۱۲   | ۸   | ۲     | ۲    | ۳۸     | ۳۰       | ۸+       | ۲۶     | صعود به مرحله نهایی |
| ۳    | سن‌ایچ     | ۱۲   | ۸   | ۱     | ۳    | ۵۲     | ۳۵       | ۱۷+      | ۲۵     | صعود به مرحله نهایی |
| ۴    | راگا      | ۱۲   | ۴   | ۲     | ۶    | ۲۹     | ۳۲       | ۳−       | ۱۴     |                     |
| ۵    | ملی حفاری | ۱۲   | ۴   | ۲     | ۶    | ۳۶     | ۴۶       | ۱۰−      | ۱۴     |                     |
| ۶    | کوثر      | ۱۲   | ۳   | ۲     | ۷    | ۳۸     | ۴۸       | ۱۰−      | ۱۱     | مرحله پلی‌آف سقوط    |
| ۷    | ایمان     | ۱۲   | ۰   | ۳     | ۹    | ۲۰     | ۴۸       | ۲۸−      | ۳      | مرحله پلی‌آف سقوط    |

## مرحله نهایی
| رتبه | تیم          | بازی | برد | مساوی | باخت | گل زده | گل خورده | گل تفاضل | امتیاز | صعود یا سقوط             |
| ---- | ------------ | ---- | --- | ----- | ---- | ------ | -------- | -------- | ------ | ------------------------ |
| ۱    | مس سونگون    | ۱۱   | ۷   | ۲     | ۲    | ۳۷     | ۲۲       | ۱۵+      | ۲۳     | لیگ قهرمانان فوتسال آسیا |
| ۲    | گیتی‌پسند     | ۱۰   | ۶   | ۲     | ۲    | ۳۲     | ۱۷       | ۱۵+      | ۲۰     |                          |
| ۳    | سن‌ایچ        | ۱۰   | ۵   | ۲     | ۳    | ۲۵     | ۲۱       | ۴+       | ۱۷     |                          |
| ۴    | فرش آرا      | ۱۰   | ۳   | ۱     | ۶    | ۱۹     | ۳۰       | ۱۱−      | ۱۰     |                          |
| ۵    | کراپ         | ۱۰   | ۲   | ۱     | ۷    | ۲۰     | ۳۰       | ۱۰−      | ۷      |                          |
| ۶    | مقاومت البرز | ۱۰   | ۳   | ۱     | ۶    | ۲۱     | ۳۳       | ۱۲−      | ۱۰     |                          |

## گروه سقوط
| رتبه | تیم    | بازی | برد | مساوی | باخت | گل زده | گل خورده | گل تفاضل | امتیاز | صعود یا سقوط         |
| ---- | ------ | ---- | --- | ----- | ---- | ------ | -------- | -------- | ------ | -------------------- |
| ۱    | شهروند | ۶    | ۳   | ۱     | ۲    | ۱۷     | ۱۴       | ۳+       | ۱۰     |                      |
| ۲    | اهورا  | ۶    | ۳   | ۲     | ۱    | ۱۸     | ۱۵       | ۳+       | ۱۱     |                      |
| ۳    | کوثر   | ۶    | ۲   | ۳     | ۱    | ۱۸     | ۱۳       | ۵+       | ۹      | سقوط به لیگ دسته اول |
| ۴    | ایمان  | ۶    | ۰   | ۲     | ۴    | ۱۲     | ۲۳       | ۱۱−      | ۲      | سقوط به لیگ دسته اول |